# بانوی خاکستری (فیلم ۲۰۱۵)
بانوی خاکستری (به انگلیسی: Grey Lady) یک فیلم سینمایی آمریکایی به کارگردانی جان شی که در سال ۲۰۱۵ منتشر شد. محور اصلی این فیلم یک کارآگاه قتل بوستون، دویل (اریک دین) است که به دنبال سرنخ‌هایی در مورد یک قاتل زنجیره ای می‌رود که خواهر و همسرش (ربکا گی‌هارت) را به قتل رساند. جستجوی او او را به نانتاکت هدایت می‌کند و در آنجا اسرار گذشته خانواده خود را کشف می‌کند.

## تولید
فیلمبرداری در آوریل ۲۰۱۴ با چهار هفته فیلمبرداری در نانت و یک هفته در بوستون انجام شد.

## انتشار فیلم
اولین بار این فیلم در جشنواره فیلم نانتکت ۲۰۱۵ اکران شد. و اکران‌های عمومی از ۲۸ آوریل ۲۰۱۷ آغاز شد. این فیلم در تاریخ ۲۷ ژوئن ۲۰۱۷ از طریق دی وی دی منتشر شد.